# Jorge Mario García Laguardia
Jorge Mario García Laguardia (Ciudad de Guatemala, 13 de julio de 1931 – ibid., 13 de septiembre de 2021) fue un abogado, académico, catedrático, constitucionalista, escritor, historiador y politólogo guatemalteco. Se desempeñó como procurador de los Derechos Humanos de 1993 a 1997; anteriormente fue magistrado de la Corte de Constitucionalidad, de 1986 a 1993.

## Biografía
García Laguardia nació el 13 de julio de 1931 en la Ciudad de Guatemala. Durante su etapa como estudiante universitario, se opuso al régimen de Carlos Castillo Armas, por lo que tuvo que exiliarse en México; donde pasó casi treinta años.
En 1983, se convirtió en director ejecutivo del Centro Interamericano de Asesoría y Promoción Electoral (Capel), con sede en San José, Costa Rica. Entre 1985 y 1989 trabajó para el Instituto Interamericano de Derechos Humanos con sede en Costa Rica. 
Cuando la Guerra Civil de Guatemala llegó a su fin, regresó a su Guatemala y fue nombrado magistrado de la Corte de Constitucionalidad. Prestó servicio allí durante el intento de "autogolpe" del presidente Jorge Serrano el 25 de mayo de 1993, cuando la Corte jugó un papel decisivo en la preservación del orden constitucional del país, la prevención de una toma de poder militar y la instalación de Ramiro de León como presidente interino. Luego de su paso por la Corte Constitucional, fue designado para desempeñarse como procurador de Derechos Humanos.
Fue profesor titular en varias universidades guatemaltecas y extranjeras, incluida la Universidad de San Carlos de Guatemala, donde fundó la Escuela de Ciencia Política y la Universidad Nacional Autónoma de México.
El trabajo académico de García Laguardia se centró en tres áreas principales: la historia del derecho público, la integración latinoamericana (particularmente la de Centroamérica) y el derecho constitucional.